# San Pedro Pinula
San Pedro Pinula è un comune del Guatemala facente parte del dipartimento di Jalapa.